# Eidmannella reclusa
Espèce
Eidmannella reclusa est une espèce d'araignées aranéomorphes de la famille des Nesticidae.

## Distribution
Cette espèce est endémique du Texas aux États-Unis,. Elle se rencontre dans le comté de Travis dans les grottes Tooth Cave, McDonald Cave, Kretschmar Cave, Plethodon Cave, Stovepipe Cave, Ulls Water Cave, Foot Dome Pit et Puzzle Pit.

## Description
La femelle holotype mesure 3,5 mm. Cette araignée est dépigmentée et anophtalme.

## Publication originale
- Gertsch, 1984 : The spider family Nesticidae (Araneae) in North America, Central America, and the West Indies. Bulletin of the Texas Memorial Museum, vol. 31, p. 1-91 (texte intégral).